# Demmel Gruppe
Die Demmel Gruppe mit Sitz in Scheidegg im Allgäu ist ein gegründeter Zusammenschluss von mittelständischen Unternehmen, mit den Produktbereichen Zierteile, dekorative Oberflächen, Bediensysteme, Elektronik und mobile Energieversorgung. Die Demmel AG agiert dabei als Muttergesellschaft.

## Unternehmen
Folgende Unternehmen sind Teil der Demmel Gruppe:

## DEMMEL AG
Sitz: Scheidegg & Heimertingen

### Geschichte
Die heutige Demmel AG wurde 1928 von Sebastian Demmel – der seit 1907 Türschilder produzierte – und dessen Investor Eugen Holderried sen. als S. Demmel OHG in München gegründet. Produziert wurden Schilder aus Messing. 1934 übernahm Holderrieds Schwager Fritz Leicher die Luppe + Heilbronner OHG, der größte Konkurrent der S. Demmel OHG. Während des Zweiten Weltkriegs wird 1942 das Werk in Birkenleiten zerstört, die Produktion wurde nach Pförring verlagert. Nach dem Krieg wurde das zerstörte Werk wieder aufgebaut und die Firma in Bayerische Metallschilderfabrik der Familien Demmel und Holderried umbenannt. Diese übernahm 1954 die kurz vor dem Konkurs stehenden zwei Metallfabriken in München und Schüttentobel und eine Möbelfabrik in Scheidegg von Fritz Leicher und führte diese unter dem Namen Metallätzwerk Scheidegg E.Leicher GmbH & Co. weiter. In den folgenden Jahren brachen der Münchener Firma die Kunden weg, so beschloss man die Produktion komplett nach Scheidegg zu verlagern. 1982 wurde das neue Fabrikgebäude in Scheidegg bezogen. Die Umbenennung erfolgte in Demmel Schilderfabrik GmbH & Co. Im Jahr 1989 wurde die Dyna Systems GmbH gegründet, die sich mit Produktion von Tastaturen und Bedienelementen beschäftigte. Die Fusion der Demmel AG mit der Dyna Systems GmbH wurde 2011 vollzogen.

### Produkte
Die Demmel AG befasst sich mit der Produktion von:
- Auto-Emblemen
- Einstiegsleisten
- Zierteilen
- Aeroblenden
- Zierteile für Audio und HiFi
- Design-Komponenten für Fashion
- Frontplatten und Verbundplatten
- Schilder
- Bedienelementen HMI (z. B. für Kaffeemaschinen, Spülmaschinen oder Bankautomaten)
- Stanzteilen

## RAWE Electronic
Sitz: Weiler im Allgäu, Deutschland

### Geschichte
Die Firmengeschichte der Rawe Electronic GmbH beginnt 1971 in Weiler im Allgäu mit der Produktion von Messgeräten. 1978 erfolgte der Neubau und der Umzug in das jetzige Produktionsgebäude. Mit dem Start der Produktion 1982 des Schachcomputers stieg der Erfolg von Rawe. 1991 erfolgte die Produktion von Computer-Mainboards. Im Jahr 2009 übernahm Rawe die Schweizer Tefag Elektronik AG.

### Produkte
Die Rawe Electronic GmbH befasst sich mit der Produktion von:
- Touchpanels
- Tastaturen
- LED-Produkte für die Automobilindustrie

## MAIR Electronic
Sitz: München, Deutschland
Seit der Gründung im Jahr 1986 liegt die Haupttätigkeit der MAIR Elektronik GmbH in der Bestückung von elektronischen Baugruppen. MAIR, RAWE und TEFAG sind die Elektronikspezialisten der Demmel Group. An den Standorten in Schwaig bei München und Lutherstadt Eisleben bildet MAIR die gesamte Prozesskette der Bestückung ab: Von der Prozessentwicklung für ein neues Produkt oder der Beratung zum Design for Manufacturing über die Beschaffung elektronischer und mechanischer Komponenten bis hin zur Fertigung. Einfache THT-Serienfertigung oder flexible SMT-Fertigung komplexer Produkte im Reinraum für kleine Losgrößen, Prototypenbau oder mittlere Stückzahlen.

## TEFAG
Sitz: Mels, Schweiz
Die Tefag Elektronik wurde 1992 in Mels in der Schweiz gegründet und seit 2009 Teil der Rawe Electronic GmbH. Das Unternehmen beschäftigt etwa 30 Mitarbeiter und befasst sich mit den Bereichen Sensorik, Datenübertragung, Akkumulatoren und Software für LEDs.

## CP Targhe
Sitz: Mailand (Italien)
CP Targhe beliefert die Automobilindustrie und realisiert Embleme und Zierteile für den Innen- und Außenbereich des Autos. Hauptprodukte sind Radkappenembleme, Einstiegsleisten und Embleme für Airbags.

## DEMMEL China (DMCC)
Sitz: Nanjing, China
Die heutige DMCC (Demmel Metal Components China) wurde 1997 als Nanjing Excellent gegründet. 2001 folgte die Übernahme durch die Berliner Matino AG. Seit 2008 ist sie Teil der Demmel AG und der Name wurde in DMCC umgewandelt. Die DMCC befasst sich vor allem mit der Herstellung von Metallkomponenten, die Verarbeitung innerhalb der Demmel Gruppe gebraucht werden.

## CMI
Sitz: Singapur
CMI (Central Midori) wurde 1989 gegründet und seit 2006 Teil der Demmel Gruppe. Befasst sich mit der Fertigung von Folientastaturen.

## DEMMEL Inc.
Sitz: Flat Rock (North Carolina), USA
Die Demmel Inc. wurde 2016 in den USA gegründet, um den Nordamerikanischen Markt für den Konzern zu erschließen. Produziert werden Autozierteile aus Kunststoff für beispielsweise den Automobilbauer Tesla.

## Weblink
- Website der Demmel Gruppe